# Estação de Sirkeci

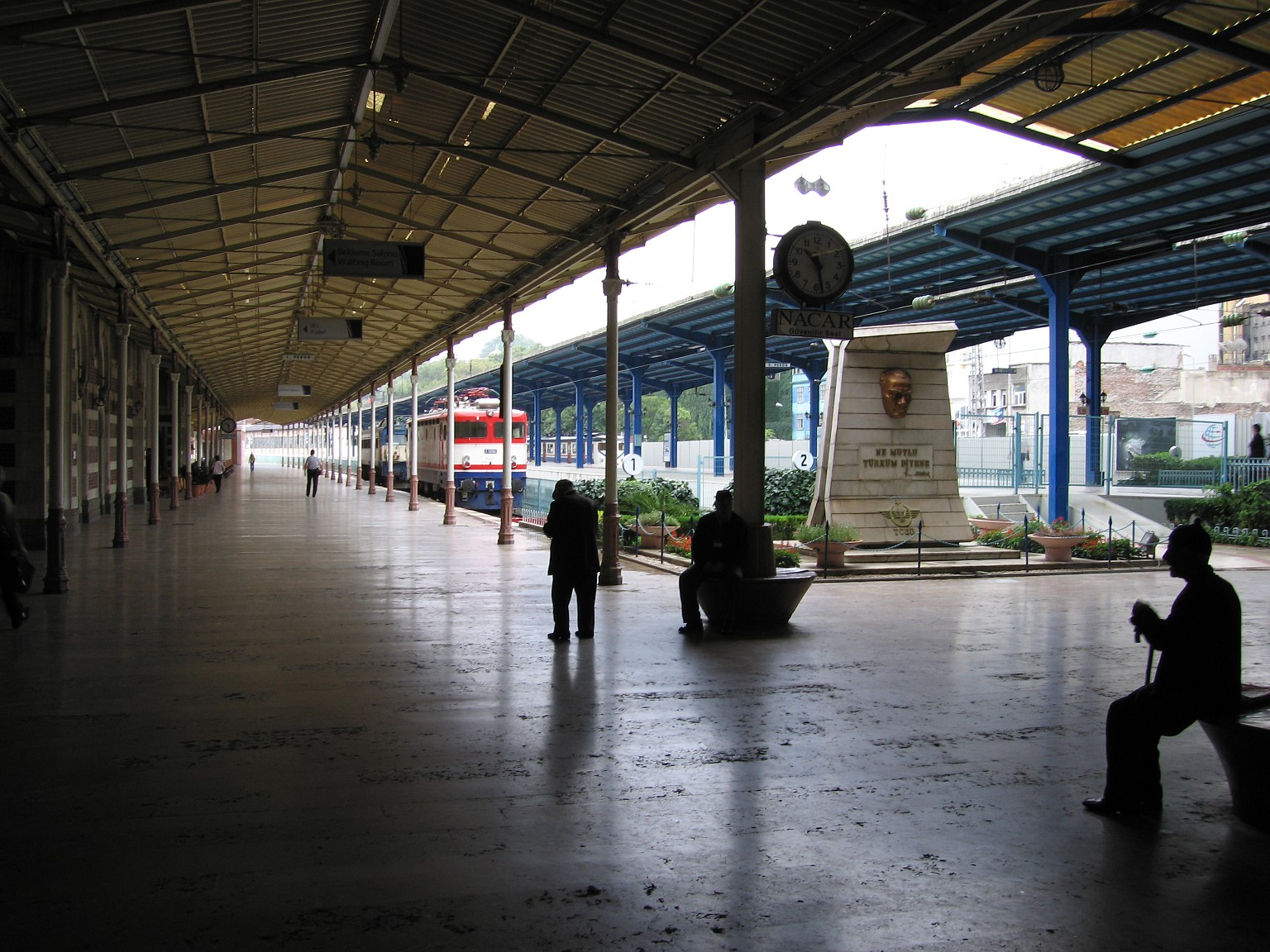
Interior da estação

A Estação de Sirkeci é uma estação ferroviária central das Ferrovias Estatais Turcas (TCDD) em Sirkeci, no antigo distrito de Eminönü (atualmente parte do distrito de  Fatih), na parte europeia de Istambul, Turquia.
Os trens internacionais, domésticos e regionais que circulam para o oeste partem desta estação, que foi inaugurada como estação terminal do Expresso do Oriente.

## Linhas
A estação é o terminal da principal conexão da rede ferroviária da Turquia com o resto da Europa. As linhas principais  são a que liga a Salonica, na Grécia, e o Expresso do Bósforo que liga diariamente Sirkeci à Gara de Nord, em Bucareste, na Romênia.
| Destino               | Rota                                                                            | Linha               |
| Linhas regionais      | Linhas regionais                                                                | Linhas regionais    |
| --------------------- | ------------------------------------------------------------------------------- | ------------------- |
| Uzunköprü             | Halkalı — Çatalca — Çerkezköy — Çorlu — Lüleburgaz — Alpullu                    | Istambul-Uzunköprü  |
| Kapıkule              | Halkalı — Çatalca — Çerkezköy — Çorlu — Lüleburgaz — Alpullu — Edirne           | Istambul-Kapıkule   |
| Pítio                 | Halkalı — Çerkezköy — Alpullu — Uzunköprü — Demirköprü                          | Istambul-Pítio      |
| Linhas internacionais |                                                                                 |                     |
| Bucareste, Romênia    | Kapıkule — Esvilengrado — Dimitrovgrad — Rousse                                 | Expresso do Bósforo |
| Belgrado, Sérvia      | Kapıkule — Esvilengrado — Dimitrovgrad — Sófia — Niš                            | Expresso dos Balcãs |
| Salonica, Grécia      | Uzunköprü — Pítio — Alexandrópolis — Comotini — Xanti — Drama — Serres — Kilkis | Friendship Express  |